# Préval

Préval este o comună în departamentul Sarthe, Franța. În 2009 avea o populație de 641 de locuitori.